# Tanjung Alam (Kinal)
Tanjung Alam is een bestuurslaag in het regentschap Kaur van de provincie Bengkulu, Indonesië. Tanjung Alam telt 227 inwoners (volkstelling 2010).